# Szilisztra
Szilisztra (Силистра / Silistra) (régi magyar neve: Durosztol) város Bulgária északkeleti részén, a Duna jobb partján, Dél-Dobrudzsa régióban. 2005 végén a lakossága 49 166 fő volt.

## Története
Eredetileg trák település volt, majd 106-ban rómaiak alapították Durustorum kolóniát. A 7. században bolgárok foglalják el, ekkor Drasztar a neve. Az első bolgár birodalom alapítója, Aszparuh kán, 30 éven át itt lakozott és megerősítette a várat. A 9. században Omurtag kán palotát építtetett, amely a bolgár cárok dunai rezidenciája lett. A palotát 3,5–4 méteres vastagságú fal vette körül, így amikor 896-ban a honfoglaló magyarok megtámadták, Simeon cár visszaverte őket. Amikor a bolgárok kereszténnyé lettek, itt volt az egyik első püspöki székhely. A város katonai jelentősége a török hódoltság alatt is megmaradt, és itt volt a teljes Dobrudzsát és Kelet-Bulgáriát magában foglaló vilajet központja. A szilisztrai hajóépítők a többi dunai város számára is dolgoztak.
1828. július 21-étől november 10-éig és 1829. május 17-étől június 29-éig az oroszok ostromolták; június 29-én Afanaszij Kraszovszkij tábornok megadásra bírta, utána hét évig orosz kézen volt. Miután Törökország megfizette az oroszoknak a kirótt hadisarcot, 1841-ben visszakapták Szilisztrát. Az újabb török uralom alatt épült az Abdul Medzsid-erőd. A krími háborúban az oroszok 1854 májusában újra megostromolták, de egy hónap után sikertelenül elvonultak. 1878-ban Bulgária része lett, majd az első világháború után – Dél-Dobrudzsa részeként – Romániához került. 1888-ban a Szilisztrához közeli Ferhatlar (ma: Delcsevo) faluban született Süleyman Hilmi Tunahan, a híres török muszlim vallástudós. 1940 óta ismét Bulgáriához tartozik.

## Nevezetességei
- A város legfőbb turisztikai nevezetessége az I. Theodosius korából származó római sír. Freskói az elhunyt római házaspárt, szolgáikat, pávákat és vadászjeleneteket ábrázolnak.
- Abdul Medzsid-erőd (1841-1853)
- A Szent Péter és Pál-templom a krími háború után épült.
- A Tutrakan és Szilisztra közti Duna-szakaszon található a Szrebarna bioszféra-rezervátum.
- Kurshumlu mecset

## Külső hivatkozások
- Hivatalos honlap (bg, en)
- www.portal-silistra.net (bg, en)
- silistra.eu
- Silistra Online
- www.portal-silistra.eu [halott link]